# Los Cózares
Los Cózares (o Caserío Los Cózares) es una localidad y pedanía española perteneciente al municipio de Albondón, en la provincia de Granada. Está situada en el extremo nororiental de la comarca de la Costa Granadina. Cerca de esta localidad se encuentran los núcleos de Los Vargas, Los Morones, La Rambla del Banco y Albondón capital.

## Demografía
Según el Instituto Nacional de Estadística de España, en el año 2023 Los Cózares contaba con 26 habitantes censados, lo que representa el 3,54% de la población total del municipio.

### Evolución de la población
| Gráfica de evolución demográfica de Los Cózares entre 2013 y 2023 |
|                                                                   |
| Datos según el nomenclátor publicado por el INE.                  |

## Comunicaciones

### Carreteras
La principal vía de comunicación que transcurre cerca de esta localidad es:
| Identificador | Denominación                    | Itinerario         |
| ------------- | ------------------------------- | ------------------ |
| A-345         | Carretera de Cádiar a La Rábita | Cádiar - La Rábita |

Algunas distancias entre Los Cózares y otras ciudades:
| Ciudades | Distancia (km) |
| -------- | -------------- |
| Albondón | 8              |
| Motril   | 63             |
| Granada  | 95             |
| Almería  | 95             |
| Jaén     | 186            |
| Murcia   | 313            |